# Adolf von Harnier (Widerstandskämpfer)

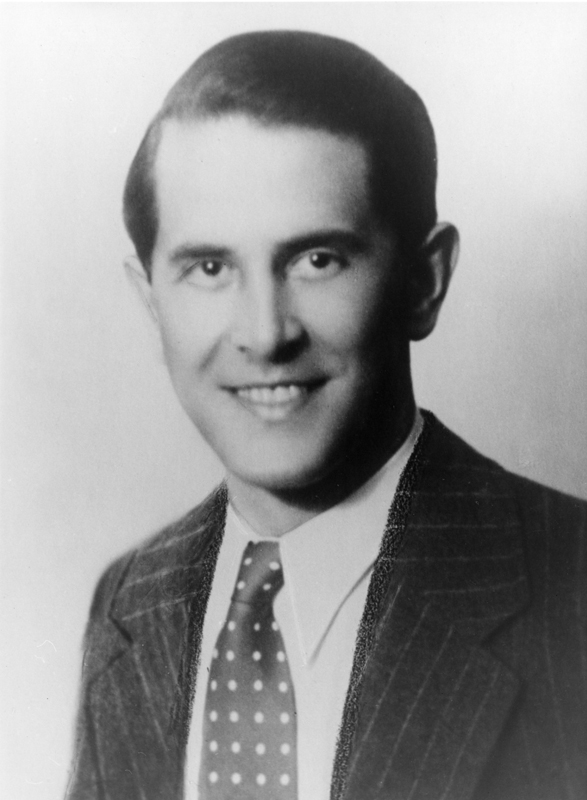
Adolf Freiherr von Harnier

Adolf von Harnier, auch Adolf Freiherr von Harnier; vollständiger Name: Johann Adolf Hermann Ernst von Harnier, Freiherr von Regendorf (* 14. April 1903 in München; † 12. Mai 1945 im Zuchthaus in Straubing) war ein deutscher Jurist und Rechtsanwalt, bayerischer Patriot und Monarchist sowie Widerstandskämpfer gegen den Nationalsozialismus. Ab 1937 leitete er die als Harnier-Kreis bekannte Widerstandsgruppe.

## Leben
Adolf von Harnier entstammte dem Adelsgeschlecht Harnier. Seine Eltern waren Eduard von Harnier (1860–1947) und Elisabeth, geborene Freiin von Müffling († 1965). Sie waren um die Jahrhundertwende nach München gekommen, wo Eduard von Harnier das Amt eines königlich-bayerischen Kämmerers bekleidete. 1916 erwarb er vom Grafen Faber-Castell das Schloss Regendorf in der Oberpfalz und zog mit seiner Familie dorthin.
Adolf von Harnier besuchte in München Volksschule und Gymnasium und nach dem Umzug nach Regendorf das Alte Gymnasium in Regensburg, wo er 1922 das Abitur ablegte. Das anschließende Studium der Rechtswissenschaften in Göttingen, Würzburg und München schloss er 1929 mit der Universitätsprüfung und 1932 mit der Staatsprüfung ab.
Seit dem Hitlerputsch 1923 lehnte Adolf von Harnier, der sich mit philosophischen und religiösen Fragen beschäftigte, die NS-Ideologie ab. Vor allem nachdem er 1924 den Hochverratsprozess gegen Hitler als Augenzeuge miterlebt hatte. Durch seine familiäre Prägung war er ein entschiedener Anhänger der Monarchie. Das parlamentarisch-demokratische System der Weimarer Republik empfand er als eine Staatsform minderen Rechts. Sein Ziel war die teilweise Wiederherstellung der Verhältnisse vor der Novemberrevolution 1918 sowie der Rechte des bayerischen Königs. Eine Loslösung Bayerns vom Deutschen Reich lehnte er ab. Ab 1931 engagierte er sich im Bayerischen Heimat- und Königsbund (BHKB). Nach der Machtergreifung 1933 verweigerte er den Beitritt zur NSDAP und zum NS-Juristenbund. Außerdem verließ er am 19. Juli 1933 zusammen mit seinem Bruder Georg von Harnier (1901–1963) unter Protest die Deutsche Adelsgenossenschaft. Obwohl er als Rechtsanwalt bereits eine Zulassung beim Oberlandesgericht München und den Landgerichten München I und München II. hatte, verzichtete er nach der Machtübernahme durch die NSDAP auf eine Tätigkeit staatsrechtlicher oder -politischer Art und arbeitete als freier Rechtsanwalt in der Oberpfalz und in München. Von 1933 bis 1936 hielt er sich überwiegend in Regendorf auf, wo er u. a. seinen Bruder Georg bei der Verwaltung des Familienguts unterstützte. Dort war schon beim Machtantritt der NSDAP bekannt, dass die Harniers entschiedene Gegner des NS-Regimes sind. Am 21. August 1933 beschwerte sich der Regendorfer Gemeinderat beim Bezirksamt Regensburg über die Brüder Georg und Adolf von Harnier. Sie hätten sich für die alljährliche Gedächtnisfeier vor dem von der Familie gestifteten Kriegerdenkmal sowohl den Hitlergruß als auch das Horst-Wessel-Lied verbeten. Am 22. August 1933 wurde Georg von Harnier in Schutzhaft genommen. Seine Rechtsvertretung übernahm Adolf von Harnier, gegen den beim Landgericht Regensburg ein Verfahren wegen Verächtlichmachung des Deutschen Grußes anhängig war. Das Verfahren wurde bald vom zuständigen Oberstaatsanwalt eingestellt.
1934 wurde Adolf von Harnier an der Universität Erlangen mit der Dissertation „Die Stellung Ägyptens seit 1922“ promoviert. Im gleichen Jahr konvertierte er in der Münchner Benediktinerabtei St. Bonifaz zum katholischen Glauben. 1936 musste die Familie das Schloss Regendorf räumen und an die Stadt Regensburg verkaufen. 1937 vermählte sich Adolf von Harnier im westböhmischen Heiligenkreuz mit Gabrielle Freiin Kotz von Dobrz. Im selben Jahr eröffnete er in München eine Anwaltskanzlei, für die er eine „Halbjüdin“ als Sekretärin beschäftigte.
Um die Jahreswende 1936/37 übernahm Adolf von Harnier die intellektuelle und politische Führung einer monarchistischen Widerstandsgruppe gegen den Nationalsozialismus, die bereits 1933 von Heinrich Weiß gegründet worden war und die nachfolgend als „Harnier-Kreis“ bekannt wurde. Ihr Ziel war die Wiederherstellung der bayerischen Monarchie als rechtmäßige Staatsform, in der christlich-humanistische, föderale und rechtsstaatliche Grundwerte sowie soziale Verpflichtungen gewährleistet sein sollten. Der Kreis bestand überwiegend aus Katholiken aller Alters- und Berufsgruppen; 13 % der Mitglieder waren Priester. Einen gewaltsamen Umsturz lehnte Adolf von Harnier jedoch ab. Da er den baldigen Zusammenbruch des Nazisystems erwartete, sollte der Harnier-Kreis den organisatorischen Wiederaufbau einer Monarchie auf demokratisch-christlicher Basis vorbereiten. 1937 verfasste er für den Harnier-Kreis, der damals schon von Spitzeln unterwandert war, das geheime Nachrichtenblatt Nr. 2 mit dem Aufruf:
„Wie lange noch? Die Staatsgewalt ist in den Händen eines Irren; der Irre in Händen von Verbrechern! Der Staatsschatz wird von ihnen geplündert, die Interessen der Nation werden verraten; Menschen werden gemordet, unser Volk wird vergewaltigt. Auf Kameraden, zu Hilfe! Der Staat ist in Gefahr! Es geht um's Vaterland! Es geht um Bayern!“
Zu weiteren konfliktträchtigen Auseinandersetzungen kam es nach den Novemberpogromen ab Ende 1938, als Adolf von Harnier u. a. zahlreiche von den Nationalsozialisten verfolgte Priester verteidigte und unerschrocken verfolgte und entrechtete jüdische Bürger vertrat. Diesen wollte er die rechtzeitige Ausreise aus Deutschland ermöglichen und die Arisierung ihres Eigentums verhindern. Neben vielen anderen gehörten zu seinen Mandanten u. a. die Inhaber des Bankhauses Aufhäuser, des Kaufhauses Uhlfelder und der Kunsthändler Otto Bernheimer.
Am Vorabend der Verhaftungswelle vom 3. August 1939 wurde Adolf von Harnier von der Gestapo verhaftet und in der Gestapo-Zentrale im Wittelsbacher Palais verhört. Nach einer Untersuchungshaft von fünf Jahren, die er im Gefängnis Neudeck verbrachte, wurde er in der Hauptverhandlung vom 13. bis 16. Juni 1944 vom Volksgerichtshof im Münchner Justizpalast zu 10 Jahren Zuchthaus und Verlust der bürgerlichen Ehrenrechte verurteilt. Damit war auch die Aberkennung des Doktorgrades durch die Universität Erlangen verbunden. Nach Kriegsende 1945 erlebte er seine Befreiung nicht mehr. An seinem Todestag, dem 12. Mai 1945, hatten die Amerikaner das Straubinger Zuchthaus schon besetzt und Adolf von Harnier sollte freigelassen werden, starb jedoch vorher an körperlicher Entkräftung.

## Gedenken
- Adolf von Harnier wurde von der Katholischen Kirche im Jahr 1999 als Glaubenszeuge in das deutsche Martyrologium des 20. Jahrhunderts aufgenommen.
- Die Stadt München gedenkt seiner mit dem Harnierplatz im Münchner Stadtteil Freimann.
- Im Zeitlarner Ortsteil Regendorf wurde im Jahre 2021 eine Straße nach Adolf von Harnier benannt.[5]
- Das Münchner NS-Dokumentationszentrum würdigt ihn und den Harnierkreis mit Archivalien und Fotos, die den katholisch motivierten Widerstand gegen das Naziregime darstellen.
- Das Bistum Regensburg gedachte seiner am 12. Mai 2015 in der Justizvollzugsanstalt Straubing anlässlich des 70. Todesjahres.[6]